# Strictispira redferni
Strictispira redferni é uma espécie de gastrópode do gênero Strictispira, pertencente a família Pseudomelatomidae.